# Liu Ming-huang
Liu Ming-huang (劉明煌T, 刘明煌S, Liú MínghuángP; 17 settembre 1984) è un arciere taiwanese.

## Palmarès

### Olimpiadi
- 1 medaglia:
  - 1 argento (Atene 2004 a squadre)